# فيونا أوسوليفان
فيونا أوسوليفان (17 سبتمبر 1986 في الولايات المتحدة - ) هي لاعبة كرة قدم أمريكية وسويدية في مركز الهجوم. شاركت مع منتخب جمهورية أيرلندا لكرة القدم للسيدات. أما مع النوادي، فقد لعبت مع أيك سولنا وشيكاغو رد ستارز ونادي فرايبورغ وPiteå IF ‏ وشيكاغو رد ستارز وAIK Fotboll (women) ‏ وASJ Soyaux-Charente ‏ وNotts County Ladies F.C. ‏ وCalifornia Storm ‏ وKvarnsvedens IK ‏ وPiteå IF ‏ وSonoma County Sol (WPSL) ‏.

## وصلات خارجية
- فيونا أوسوليفان على موقع الاتحاد الأوربي (الإنجليزية)
- فيونا أوسوليفان على موقع قاعدة بيانات كرة القدم.إي يو (الإنجليزية)
- فيونا أوسوليفان على موقع Soccerway.com (الإنجليزية)
- فيونا أوسوليفان على موقع عالم كرة القدم.نت (الإنجليزية)